# François Cluzet
François Cluzet (Parijs, 21 september 1955) is een Frans acteur.

## Leven en werk

### Afkomst en eerste stappen
Cluzet groeide op in Parijs waar zijn ouders krantenverkopers waren. Zijn vader werkte ook in een farmaceutisch laboratorium. Hij maakt zijn toneeldebuut in 1976. Drie jaar later debuteerde hij op het grote scherm in de film Cocktail Molotov. 

### Carrière
In 1984 werd hij tweemaal genomineerd voor de César voor beste mannelijke bijrol in het drama L'Été meurtrier en de César voor beste jong mannelijk talent in de komedie Vive la sociale!. Na een groot aantal Franse films speelde Cluzet in 1994-95 in twee internationale films: de tragikomedie Prêt-à-Porter van Robert Altman en de romantische komedie French Kiss van Lawrence Kasdan. In 2007 werd hij genomineerd voor de César voor beste acteur in een bijrol in de komedie Quatre étoiles en won hij de César voor beste acteur in de thriller Ne le dis à personne. Zijn grootste internationale succes kende hij met de tragikomedie Intouchables uit 2011 aan de zijde van Omar Sy, de verfilming van een waargebeurd verhaal. Voor zijn hoofdrol (als Philippe Pozzo di Borgo) kreeg hij wederom een nominatie voor de César voor beste acteur.

### Privéleven
Cluzet heeft vier kinderen, een dochter Blanche (1984) uit zijn huwelijk met Chantal Perrin en een zoon Paul (1993) samen met de Franse actrice Marie Trintignant. Daarna was hij dertien jaar samen met de Franse actrice Valérie Bonneton met wie hij twee kinderen had, Joseph (2001) en Marguerite (2006). Op 5 juli 2011 hertrouwde hij.

## Prijzen en nominaties
Cluzet kreeg verscheidene nominaties en filmprijzen. De belangrijkste:
- César:
  - César voor beste mannelijke hoofdrol
    - prijs: 2007
    - nominaties: 1996, 2007, 2010, 2012, 2017

  - César voor beste mannelijke bijrol: nominaties: 1984, 1990, 2003, 2007
  - César voor beste jong mannelijk talent: nominatie: 1984
- Jean Gabinprijs 1984

- Biblioteca Nacional de España: XX1177288
- Bibliothèque nationale de France: cb13892594v (data)
- Catàleg d'autoritats de noms i títols de Catalunya: 981058524450906706
- Gemeinsame Normdatei: 136444229
- International Standard Name Identifier: 0000 0000 7823 8511
- Library of Congress Control Number: n85151751
- MusicBrainz: 9bc41167-c1aa-4804-99dd-0d741525a1eb
- Nationale Bibliotheek van Tsjechië: xx0153642
- Nationale Bibliotheek van Israël: 987007446792605171
- Nederlandse Thesaurus van Auteursnamen: 073173673
- SNAC: w6qn9x7m
- Système universitaire de documentation: 058867953
- Virtual International Authority File: 80786382
- WorldCat: E39PBJrWFMpWxdkphFtHwmXKh3